# Florestan
Florestan – imię męskie pochodzenia łacińskiego, utworzone od słowa flos (pol. kwiat) lub florens (pol. kwitnący). Formy żeńskie: Floriana, Florentyna.
Podobne imiona: Florian, Florentyn, Florencjusz.

## Znane postacie
- Florestan I Grimaldi
- Florestan Rozwadowski